# Healdsburg
Healdsburg est une ville du comté de Sonoma, en Californie, États-Unis.

## Personnalités
- Ron Elliott (1943- ), musicien, y est né.
- Ralph Rose (1885-1913), champion olympique du lancer du poids en 1904 et 1908, y est né.

## Démographie
| 1860 | 1870 | 1880  | 1890  | 1900  | 1910  |
| ---- | ---- | ----- | ----- | ----- | ----- |
| 334  | 959  | 1 133 | 1 485 | 1 869 | 2 011 |

| 1920  | 1930  | 1940  | 1950  | 1960  | 1970  |
| ----- | ----- | ----- | ----- | ----- | ----- |
| 2 412 | 2 296 | 2 507 | 3 258 | 4 816 | 5 438 |

| 1980  | 1990  | 2000   | 2010   | - | - |
| ----- | ----- | ------ | ------ | - | - |
| 7 217 | 9 469 | 10 722 | 11 254 | - | - |